# Прогресивно-консервативна партія Онтаріо
Прогресивно-консервативна партія Онтаріо (англ. Progressive Conservative Party of Ontario, фр. Parti progressiste-conservateur de l'Ontario) — правоцентристська політична партія в провінції Онтаріо, Канада. Заснована у 1854 році сером Джоном А. Макдональдом і Жоржем Етьєном Картьє. Вона формувала уряд Онтаріо 80 з останніх 151 років, включаючи період з 1943 по 1985 рік.
На провінційних загальних виборах 2014 року партія посіла друге місце, отримавши 28 з 107 мандатів у Законодавчих зборах Онтаріо. 2 липня 2014 Джим Вілсон був обраний тимчасовим лідером партії і лідером опозиції.
Прогресивні консерватори під керівництвом Дага Форда на загальних виборах в Онтаріо у 2018 році отримали 40,5% голосів і більшість місць (76 з 124) та сформували уряд.